# Krzysztof Słoń

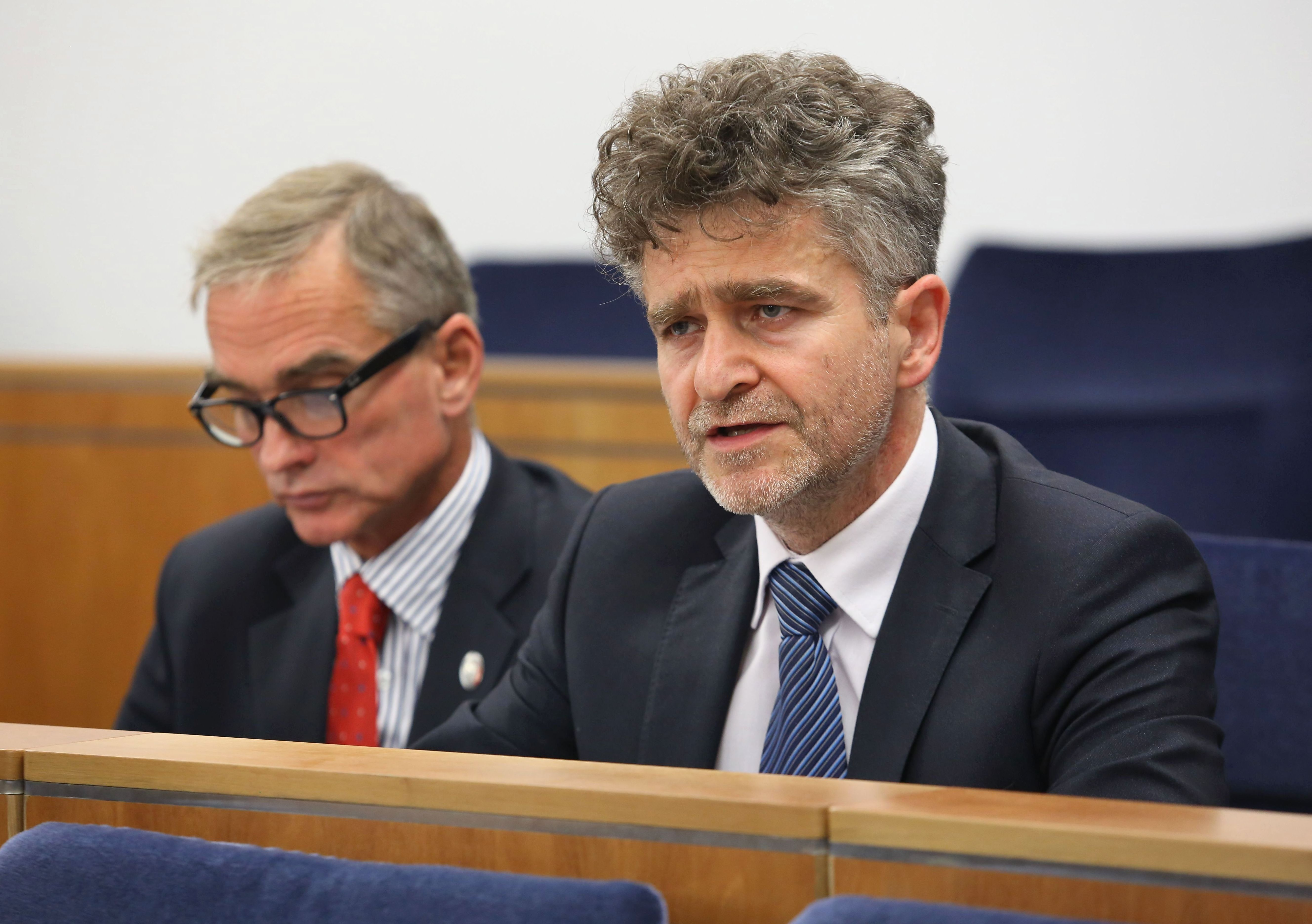
Krzysztof Słoń podczas 63. posiedzenia Senatu (2014)

Krzysztof Marek Słoń (ur. 12 października 1964 w Kielcach) – polski urzędnik, samorządowiec, działacz społeczny i polityk, senator VIII, IX, X i XI kadencji.

## Życiorys

### Wykształcenie i działalność zawodowa
Jest absolwentem Technikum Elektrycznego w Kielcach oraz Politechniki Świętokrzyskiej, magistrem inżynierem budownictwa lądowego. Ukończył także studia podyplomowe dla nauczycieli informatyki w szkołach oraz w zakresie organizacji pomocy społecznej. W latach 1991–2006 był pracownikiem Domu Pomocy Społecznej w Kielcach. W 2007 został dyrektorem Oddziału Świętokrzyskiego Państwowego Funduszu Rehabilitacji Osób Niepełnosprawnych.

### Działalność społeczna i polityczna
W latach 80. był animatorem Ruchu Światło-Życie, od 1985 jest również zaangażowany w działalność organizacji kościelnych oraz pozarządowych wyspecjalizowanych w pomocy osobom chorym i niepełnosprawnym.
W latach 1998–2010 przez trzy kadencje był członkiem rady miasta w Kielcach, w tym w latach 2006–2010 jej przewodniczącym. W wyborach w 2010 został wybrany do sejmiku świętokrzyskiego IV kadencji, gdzie został przewodniczącym Komisji Samorządu Terytorialnego.
W wyborach w 2011 był kandydatem Prawa i Sprawiedliwości do Senatu RP w okręgu wyborczym nr 83 w Kielcach. Uzyskał 39 802 głosy (25,08%), co było najlepszym wynikiem w okręgu, a tym samym dało mu mandat senatorski. W 2015, 2019 i 2023 był ponownie wybierany na senatora (dostał odpowiednio 76 529 głosów, 97 471 głosów oraz 91 662 głosy).

## Życie prywatne
Syn Jerzego i Reginy. Krzysztof Słoń jest żonaty, ma czworo dzieci.

## Odznaczenia
- Srebrny Krzyż Zasługi (2008)[8]
- Brązowy Krzyż Zasługi (2004)[9]